# Herbert Conrad Nöhring
Herbert Conrad Nöhring (* 4. Juli 1900 in Lübeck; † 16. Oktober 1986 in Bodensdorf, Kärnten) war ein deutscher Diplomat.

## Leben
Der Großvater von Herbert Nöhring war Johannes Nöhring. Nöhring studierte Rechtswissenschaften und Volkswirtschaft an der Georg-August-Universität und war dort Mitglied des Corps Brunsviga Göttingen. Er wurde Volljurist und zum Doktor der Rechtswissenschaften promoviert.
Herbert Nöhring trat 1929 in den Auswärtigen Dienst des Deutschen Reichs ein. Er wurde bei den Vertretungen in Chicago, Budapest, Bagdad, Kaschau, Pressburg, Bozen, Tanger und Paris akkreditiert. In Tanger war sein Amtssitz die Rue Bou Arrakia 50 und seine Amtsbezeichnung Generalkonsul. Am 1. August 1937 tat er der NSDAP bei.

Ende Juni 1943 war Nöhring Generalkonsul im von der Wehrmacht besetzten Thessaloniki: 

„Falls keine Bedenken entgegenstehen, bitte ich die RFA zu unterrichten, daß die Arisierung sämtlicher hiesiger Judengeschäfte und Firmen im Gange ist. Soweit es sich um griechische Unternehmen handelt, wird die Arisierung beschleunigt betrieben.“

Ab 1945 war er als Referent bei der Landesregierung Schleswig-Holstein. Über seine Entnazifizierung ist nichts bekannt. Daneben betrieb er eine Anwaltskanzlei und ein Notariat in Lübeck. 1950 erfolgte die Beförderung zum Ministerialdirektor bei der Landesregierung von Schleswig-Holstein und er wurde Bevollmächtigter der Landesregierung in Bonn. Er löste Landesdirektor Dr. Franz Suchan (7. September 1949 – 14. September  1950) am 15. September 1950 als Vertreter der Regierung von Schleswig-Holstein im Bundesrat ab und wurde seinerseits am 30. September 1952 von Ministerialdirektor/Staatssekretär Dr. Julius Clausen (1. Oktober 1952 – 30. November 1965) in dieser Funktion abgelöst.
Am 10. Dezember 1952 wurde Nöhring in den auswärtigen Dienst der Bundesrepublik aufgenommen und 1953 in Beirut als Gesandter akkreditiert. Im März 1957 ist Nöhring in Neuseeland als Gesandter akkreditiert worden.
Zu einer weiteren Akkreditierung als Gesandter kam es 1962 in Apia mit Dienstsitz in Wellington, bevor er 1965 in den Ruhestand ging.

## Veröffentlichungen
- Die Regelung der internationalen Flüsse nach dem Versailler Friedensvertrag, Eine vergleichende Darstellung zur früheren Rechtslage. Dissertation, Göttingen 1923, 16 S.